# 中国人民解放军联勤保障部队第九八七医院
中国人民解放军联勤保障部队第九八七医院，北院位于陕西省宝鸡市金台区东风路45号，隶属郑州联勤保障中心，为三级甲等医院。

## 简介
1951年7月，创建西北军区第五陆军医院。1955年改称中国人民解放军第三医院。医院隶属中国人民解放军兰州军区。
1996年，医院被中国人民解放军总后勤部评为三级甲等医院。1997年被中华人民共和国卫生部评为“爱婴医院”，获军委总部“白求恩杯”优质服务竞赛三连冠。1997年被军委总部评为“为部队服务先进单位”。截至2008年，第三医院承担中国人民解放军第四军医大学、西安交通大学医学院、延安医学院、西安医学院等院校的教学任务，第三医院神经外科研究所被西安交通大学医学院定为硕士研究生培训点，第三医院神经内科、精神病科被中国人民解放军第四军医大学定为临床科研教学基地。
1970年，由中国人民解放军第一八四野战医院组建中国人民解放军第三十一医院，1978年从三合村的宝鸡卫生学校迁到石坝河，同年7月由野战医院改成胸科专科医院。主要接收部队胸肺疾病及传染疾病患者。第三十一医院是兰州军区唯一以收治结核病、传染病为主，并设有内外科的带专科性质的“二级甲等医院”。1990年代，第三十一医院撤销编制，改为第三医院石坝河医疗所。后来发展为第三医院南院，为宝鸡市级结核病定点医院。
2016年，在深化国防和军队改革中，中国人民解放军第三医院由中国人民解放军兰州军区联勤部转隶郑州联勤保障中心并改名为中国人民解放军联勤保障部队第九八七医院 。

## 历任领导
| 院长 …… - 高鹏（—现任） | 政治委员 - 高燚（现任） - 张黎光（？—？） …… |

## 院区
中国人民解放军第三医院分为南北两院：
- 北院：位于陕西省宝鸡市金台区东风路45号[2]
- 南院：位于陕西省宝鸡市渭滨区石坝河街47号，距离北院约6公里[2]